# Episodi de La Compagnia del Cigno (seconda stagione)
La seconda stagione della serie televisiva La Compagnia del Cigno, formata da 12 episodi, viene trasmessa in prima visione assoluta su Rai 1 dall'11 aprile al 16 maggio 2021.
| N° | Titolo                  | Prima TV       |
| -- | ----------------------- | -------------- |
| 1  | Il ritorno              | 11 aprile 2021 |
| 2  | Verità nascoste         | 11 aprile 2021 |
| 3  | Diventare grandi        | 18 aprile 2021 |
| 4  | Saper tornare indietro  | 18 aprile 2021 |
| 5  | Prepararsi a combattere | 25 aprile 2021 |
| 6  | La competizione         | 25 aprile 2021 |
| 7  | Legami spezzati         | 2 maggio 2021  |
| 8  | In guerra e in amore    | 2 maggio 2021  |
| 9  | Segreti e menzogne      | 9 maggio 2021  |
| 10 | Lo strappo              | 9 maggio 2021  |
| 11 | La forza nella tempesta | 16 maggio 2021 |
| 12 | La verità               |                |

## Il ritorno
- Diretto da: Ivan Cotroneo
- Scritto da: Ivan Cotroneo & Monica Rametta

### Trama
Sono trascorsi due anni dal loro primo incontro e i ragazzi della Compagnia del Cigno, più legati che mai, si preparano all'esame di maturità, ultimo scoglio prima di entrare nel corso accademico del Conservatorio. La loro crescita musicale e umana è sempre accompagnata dal maestro Marioni (tornato con Irene e diventato padre di due gemelli, Carolina e Andrea) che, pur autolodandosi per la scelta felice di aver creato la Compagnia, li mette in guardia dalle nuove sfide che dovranno affrontare in un contesto sempre più competitivo. Il Conservatorio ospita Teoman Kayà, ex allievo diventato un direttore d'orchestra famoso in tutto il mondo, che dirigerà i ragazzi nel saggio di fine anno. L'arrivo di quest'ultimo mette parecchia agitazione a Marioni, poiché ai tempi in cui erano studenti facevano parte della stessa combriccola, fino a quando non accadde qualcosa che ruppe la loro amicizia. La Bramaschi racconta a Sestieri il passato condiviso da Luca, Irene e Teoman: Irene era la fidanzata di quest'ultimo ed è stato proprio lui a presentarla a Luca. Anche gli allievi fremono all'idea di lavorare con Kayà (il quale ha scelto un programma di omaggio a Giuseppe Verdi, partendo dal Preludio al Terzo Atto de La Traviata,considerato da Marioni uno dei più struggenti di tutta la lirica), soprattutto perché il maestro sceglierà uno di loro come stagista per una tournée a San Pietroburgo.
La notte prima degli esami, dopo che i sette si ritrovano su un tetto di Milano e liberano in aria palloncini a cui hanno attaccato biglietti con i loro desideri, si trasforma in un incubo per Barbara, il cui padre viene arrestato per frode finanziaria e corruzione (accusato di aver sfruttato il proprio studio legale per coprire un giro di tangenti), e l'equilibrio che credeva di aver raggiunto comincia a vacillare. La ragazza è talmente in crisi da non voler affrontare l'orale della maturità, ma grazie al sostegno degli amici e all'aiuto della solitamente perfida professoressa di italiano supera brillantemente la prova. Marioni continua a sognare di trovarsi nella sala concerto e di chiamare Kayà, senza riuscire a farlo voltare. A peggiorare la situazione c'è la scoperta che Irene, ai tempi fidanzata di Kayà, si è scambiata diversi messaggi con lui. Quando Kayà arriva al Conservatorio, la donna confessa che cinque anni prima aveva partecipato ai funerali di sua moglie, senza dirlo a Luca per non turbarlo. L'illustre ospite nota subito il talento di Matteo, tanto da promuoverlo primo violino in barba all'invidioso Nathan. Ormai diventato maggiorenne, Rosario vuole conoscere il suo padre biologico (di cui Antonia gli ha riferito che è all'oscuro della sua esistenza). Dapprima Antonia si trincera dietro al silenzio, ma dopo averne discusso con la madre adottiva valuta che è giusto rivelare al figlio che suo padre è un noto professore di architettura all'Università di Roma "Valle Giulia" (era assistente, e lei studentessa diciannovenne, all'epoca del loro incontro - Antonia teme che il figlio potrebbe soffrirne, ma Clelia le assicura che comunque gli servirà a crescere). Sara conosce Pietro, un nuovo studente napoletano di viola, e ne è colpita (ne identifica immediatamente le origini napoletane raccontando che da ragazzina andava in vacanza a Sorrento); mentre lo zio di Matteo è impegnato ad appoggiare il compagno nella sua decisione di prendere in affidamento un bambino.
La brillante carriera di Kayà nasconde dei lati oscuri nella sua vita familiare, al punto che i rapporti con il figlio Stefano sono pessimi: i due si incontrano a cena, Teoman gli comunica di star valutando di restare in Europa per poterlo vedere più spesso (l'ultima volta risale a cinque anni prima, al funerale della moglie/madre), ma Stefano gli chiede di non cercarlo più essendo ancora in collera con lui poiché lo incolpa della morte della madre, suicidatasi a causa della depressione, anche perché il padre non c'era mai (ora Stefano si sta costruendo una nuova vita con la sua ragazza a Pisa). Mentre sta assistendo alle prove dei ragazzi, Marioni si distrae e ricorda quel momento di venticinque anni prima in cui la sua vita è cambiata: è accaduto infatti che Kayà, scoperto che Irene lo stava tradendo con lui, ha colpito Marioni al braccio con una bottiglia di vetro, recidendogli i tendini e impedendogli di poter suonare ancora il violino. Tutti i ragazzi della Compagnia hanno superato l'esame di maturità e abbracciano la professoressa di italiano (la quale andrà ad insegnare all'Università avendo vinto il concorso da assistente ricercatrice); per festeggiare, decidono di accompagnare Rosario a Roma per conoscere suo padre.
- Ascolti: telespettatori 4 050 000 – share 17,02%[2].

## Verità nascoste
- Diretto da: Ivan Cotroneo
- Scritto da: Ivan Cotroneo & Monica Rametta

### Trama
Irene sente che Luca le sta nascondendo qualcosa sul suo rapporto con Kayà: c'è una frattura profonda che divide i due maestri e che ha origini lontane, quando Irene era la fidanzata di Teoman. I giorni che quest'ultimo trascorre a Milano saranno l'occasione per riportare alla luce una scomoda verità.
Sara è andata a letto con Pietro, ma mette subito in chiaro che non si rivedranno e che è stata solo un' "avventura", in quanto lei è "allergica" alle relazioni stabili. I membri della Compagnia accompagnano Rosario a Roma affinché lui riesca a vedere e parlare con il suo padre biologico, dal quale tuttavia rimane deluso apprendendo che lui sapeva che Antonia era incinta e non si è preoccupato di conoscerlo (o di occuparsi di lui quando la madre è diventata tossicodipendente) perché già sposato con figli; l'uomo non voleva che Antonia tenesse il bambino ritenendola troppo giovane e non in grado di essere madre, sebbene dentro di sé sapesse che lei lo avrebbe fatto. Sfruttando il proprio "fascino da brava ragazza", Barbara si procura con uno stratagemma l'indirizzo dello studio di Architettura dell'uomo e, mentre Rosario si dirige lì, gli altri ne approfittano per visitare il Teatro Dell'Opera (in cui riescono ad entrare perché il custode conosce Matteo), restando ammirati dalla sua bellezza e maestosità. Lasciandosi "trascinare" dalla "speciale vibrazione" che esso emana, cantano insieme Ogni volta di Vasco Rossi. Prima di raggiungerli, Barbara torna davanti alla sua vecchia casa e ricorda il periodo in cui frequentava Lorenzo, un ragazzo estremamente possessivo che esercitava su di lei un potere manipolatorio e che è il vero motivo del suo successivo trasferimento a Milano.
Al Conservatorio, Irene, Marioni e Teoman si preparano a valutare e scegliere nuovi potenziali allievi, tra cui appunto Lorenzo, trasferitosi da Roma per il biennio di violino, che dimostra di essere al livello dei migliori e fa una buona impressione per il suo carattere gentile. Alla fine della giornata, nel cortile, Teoman racconta a Irene cosa successe realmente la sera in cui Marioni gli annunciò che lui e la donna si erano fidanzati: in uno scatto d'ira spaccò una bottiglia di vetro sul braccio dell'amico, recidendogli i tendini, e da quel momento Marioni non ha mai più potuto suonare il violino. Pur consapevole di quanto il sentimento per Irene fosse forte, quest'ultimo si era anche sentito in colpa per averla "soffiata" a Teoman, ma non lo ha mai denunciato poiché pensava di meritarselo.
Lo zio di Matteo e il suo compagno (che si chiama come lui e perciò è soprannominato Daniele 2) incontrano l'avvocato a cui si sono rivolti per avviare la procedura di affidamento di un bambino. Rosario rientra da Roma in lacrime e ringrazia Antonia essendosi reso conto di tutte le battaglie che ha affrontato per risollevarsi. La mattina seguente, camminando per il Conservatorio, Sara è attirata da una viola che sta suonando Telemann e incuriosita, cerca di capire chi possa essere senza riuscirci. Mentre Robbo, sua sorella, sua madre e il nuovo compagno si stanno preparando per andare al concerto diretto da Kayà, si imbattono in Natasha, la figlia del compagno appena rientrata da un viaggio studio a Londra, la quale si mostra subito molto diversa dalle altre ragazze conosciute da Robbo, essendo autoritaria, prepotente e disinibita (oltre ad essere appassionata di arte, letteratura e musica trap); lui la prende subito in antipatia. Anche Vittoria, la madre di Barbara, nonostante i pettegolezzi sul marito in carcere e consapevole che tutti la guarderanno, ha deciso di recarsi comunque in teatro per dimostrare di essere una donna forte e per godersi la serata con la figlia (esonerata da Marioni per non sottoporla ad altro stress oltre a quello causato dalla situazione del padre). In platea, Pietro si avvicina a Sara informandola di essere stato ammesso, e dicendole di aver fatto sentire Telemann al professore che lo ha valutato quel pomeriggio, perciò lei riconosce che era proprio lui a suonare la viola che l'aveva attirata; si complimenta con lui e quest'ultimo le presenta Simona, che Sara deduce essere la sua fidanzata. Marioni tiene un discorso ai membri della Compagnia, raccomandando loro di cercare di restare amici, dato che è facile diventarlo ma difficile rimanere tali quando si cresce e la vita si complica. Il concerto in omaggio a Verdi diretto da Kayà ha grande successo e, al termine, Luca e Irene camminano all'interno della Galleria Vittorio Emanuele II parlando di Kayà e dell'incidente che ha impedito a Marioni di continuare a suonare il violino (in un flashback si assiste all'evento), promettendosi di non tenere più segreti l'uno all'altra.
Dopo il concerto, a casa dei due Danieli (partiti per un weekend alle Cinque Terre), Matteo e Sofia stanno per fare l'amore, ma accorgendosi di aver finito i preservativi, decidono di "rischiare" perché "Per una volta, che cosa può succedere?". Nella scena finale, Kayà comunica alla Direttrice di aver deciso di restare a Milano e al Conservatorio anche per tutto l'anno seguente.
- Canzoni eseguite: Ogni volta (Compagnia del Cigno).
- Ascolti: telespettatori 4 050 000 – share 17,02%[2].

## Diventare grandi
- Diretto da: Ivan Cotroneo
- Scritto da: Ivan Cotroneo & Monica Rametta

### Trama
Settembre. Passata l'estate, gli angoli del Conservatorio risuonano delle melodie di flauti e strumenti vari degli allievi che si apprestano ad iniziare il nuovo anno accademico. Barbara e Sara assistono Sofia con il test di gravidanza che l'amica vuole eseguire, mentre fuori dal bagno i ragazzi della Compagnia attendono di conoscere il risultato, che si rivela essere positivo: Sofia è incinta. La notizia, sebbene renda felici sia lei che Matteo, sconvolge le rispettive famiglie generando reazioni opposte: se lo zio di Matteo è euforico e informa subito il suo compagno, la madre di Sofia tenta di far ragionare la figlia osservando che è troppo giovane per sapere come crescere un bambino e che spera che lei e il fidanzato si rendano conto di quanto siano incoscienti e ci ripensino; Sofia tuttavia, pur essendo consapevole che le loro vite cambieranno per sempre, è molto determinata e sicura che ci riusciranno perché hanno deciso insieme di tenerlo e ribatte che il fatto che alla madre sia andata male perché il marito l'ha abbandonata non significa per forza che dovrà essere così anche per loro.
La Direttrice vuole sapere da Marioni se la decisione di Kayà di restare al Verdi per un anno (annullando i suoi impegni in giro per il mondo) gli crei qualche fastidio (infatti tutti sono entusiasti di averlo), ma lui risponde di no anche se non si fida completamente dell'ex amico. Anche Irene dice a Teoman di essere felice di ritrovarlo, e lo invita ad assistere all'esame di Diploma di Domenico, di lì a due giorni. Dopo che quest'ultimo a lezione esegue alla perfezione il brano che porterà all'esame, Irene nota che sul secondo passaggio gli è venuto da piangere e gli domanda il motivo: lui replica che probabilmente è successo perché solo ora che sta per conseguire il Diploma in pianoforte, un traguardo importante dopo tanti anni di fatica e impegno, si è reso conto che tutti loro sono diventati "adulti" ed è una sensazione "strana". Sara rincontra Pietro, e dalle parole degli amici deduce che sta ancora con Simona, la ragazza che frequentava prima dell'estate. Barbara informa la madre che appena avrà una mattina libera andrà ad iscriversi all'Università, mentre Domenico, nervoso per l'esame, studia senza sosta. Uscendo a fare jogging con Marioni, Matteo gli annuncia che diventerà padre: il Maestro gli chiede come si sente e cosa pensa di fare nel suo futuro, ma il ragazzo, sebbene si dichiari felice, è molto confuso; più tardi, conferma a Nico che la decisione di tenere il bambino è stata presa di comune accordo con Sofia e che entrambi ci hanno riflettuto bene.
Il giorno seguente, entrando in teatro, Marioni viene accolto da Happy Birthday to You suonata dall'orchestra (è infatti il suo compleanno) e, benché apprezzando il gesto, richiama gli allievi alla serietà e alla concentrazione. La Prof.essa Bramaschi confessa a Irene che, ai tempi in cui erano studenti, era innamorata di Teoman e ha sempre sperato che lui se ne accorgesse. In mezzo al gruppo di ragazze in fila per le audizioni di canto lirico, Rosario è attratto da una di loro; da una finestra, Lorenzo "spia" Barbara, in cortile insieme a Domenico. Kayà invita Marioni a vedere il suo attico, spazioso e super moderno, dal quale si gode una splendida vista su Milano, dicendogli di averlo acquistato soprattutto per "offrire" agli allievi un posto in cui esercitarsi o semplicemente riunirsi anche fuori dall'orario delle lezioni, sempre se per lui non sia un problema. Il collega accetta la proposta concordando che due metodi diversi rappresentano un arricchimento per tutti.
Alle prove del quartetto d'archi, Matteo risponde in modo aggressivo a Sara quando quest'ultima gli chiede dove sia Sofia, e dal tono Sara intuisce che c'è qualcosa che non va; gli dice che se lui avesse dei dubbi sul bambino lei capirebbe ("Siamo ancora figli, come possiamo essere genitori?") ma dovrebbe parlarne con Sofia. Matteo afferma che non ha dubbi e la conversazione è interrotta proprio dall'arrivo di Sofia. Dopo le prove, Pietro (anche lui nel quartetto) osserva con Sara che hanno fatto bene a non continuare la loro storia perché probabilmente non sarebbe sopravvissuta all'estate, anche se è contento di suonare con lei; lui viene chiamato dalla fidanzata Simona e lei se ne va un po' infastidita.
Marioni comunica all'orchestra che lavoreranno su opere di Puccini, partendo dall'Intermezzo della Manon Lescaut (un'anticipazione di ciò che accade nel Terzo Atto) e poi eseguendo alcune delle sue arie più celebri, in vista di una serata interamente dedicata al compositore in cui lui e Kayà dirigeranno a quattro mani. È prevista anche l'esibizione di un quartetto d'archi su "Crisantemi" sempre del compositore toscano, che verranno scelti sempre da Kayà.
La madre di Sofia convoca una "riunione straordinaria" a casa propria per parlare con i due Danieli alla presenza dei ragazzi: comincia ad elencare una serie di punti di discussione relativi, ad esempio, a dove vivranno i due quando il bambino sarà nato, come si manterranno, chi si occuperà di lui quando saranno in Conservatorio ecc., non ritenendo lo zio di Matteo in grado di gestire la situazione. Sofia, stanca della "negatività" della madre, decide istintivamente che andrà a dormire per qualche giorno da Matteo; improvvisamente lui con una scusa esce dalla stanza e si reca in terrazza sentendosi "soffocare" e cominciando ad essere spaventato per il futuro che lo attende.
Alla cena di compleanno per Luca organizzata da Irene a casa loro sono invitati tutti gli insegnanti del Conservatorio e anche Teoman, che "approfittando" del fatto che il "rivale" è occupato ad intrattenere gli ospiti, si reca al buio nella camera dei gemelli e li guarda dormire; quando Marioni entra (attirato dal baby monitor che si era messo a sibilare), l'altro gli fa i complimenti per la famiglia che lui e Irene hanno costruito e per il modo in cui sono riusciti a "risollevarsi" dopo la perdita di Serena, ma il suo atteggiamento è ambiguo.
Appena rientrato a casa con l'intenzione di studiare, Domenico riceve la telefonata di Sara, la quale gli domanda se ha appreso la notizia che sono stati negati i domiciliari al padre di Barbara; Domenico risponde che lo ha saputo, ma che non gli sembrava "giusto" restare a casa sua perché è una "questione di famiglia". Sara osserva che è lui la loro famiglia e, senza dargli nemmeno tempo di ribattere, gli "ordina" di andare da Barbara per starle accanto. Intanto, Vittoria è preoccupata dalla mancata concessione dei domiciliari al marito, ma riflette che forse lei e la figlia possono "ricominciare" proprio da qui; Barbara è felice di leggere un messaggio di Domenico che la informa di essere sotto casa sua.
La mattina seguente, Barbara si reca all'Università per iscriversi a Lettere e, notando la fila davanti alla segreteria, teme di non finire in tempo per assistere all'esame di Diploma di Domenico, quindi sta per andarsene, quando si volta riconoscendo la voce della professoressa di italiano (la quale dopo aver vinto il concorso come assistente ricercatrice lavora proprio lì), che le esprime il proprio rammarico per la situazione del padre e il proprio sollievo nel sapere che ha intenzione di continuare a studiare; inoltre si offre di occuparsi lei stessa dell'iscrizione affinché Barbara non arrivi tardi all'esame. La ragazza la ringrazia e ritorna al Conservatorio. I membri della Compagnia siedono in platea per assistere all'esame dell'amico, che si esibisce alla perfezione al pianoforte davanti agli insegnanti nelle "Variations Sérieuses" (opera 54) di Mendelssohn; Matteo arriva in ritardo perché ancora tormentato da dubbi e paure riguardo al suo futuro di genitore. Dopo l'esame, nel cortile, tutti si congratulano con Domenico, anche Vittoria, e Irene gli regala una corona d'alloro; poi scattano un selfie di gruppo, a cui si aggiunge Marioni, per ricordare il momento. Mentre è con gli altri, Barbara scorge Lorenzo che la osserva e le sorride prima di allontanarsi, e si sforza di mascherare il suo disagio.
Poco dopo, si incontrano in un angolo nascosto del Conservatorio: lei gli chiede cosa ci faccia lì e lui risponde che si è trasferito per frequentare il biennio di violino; lei replica che avrebbe potuto avvertirla e lui che non pensava le interessasse, dato che non si sentono da anni e che è stata lei a volerlo. Osserva che sembra felice, e Barbara conferma di esserlo, facendo il nome di Domenico. Lorenzo suggerisce che forse sarebbe meglio che nessuno sapesse del loro legame passato, soprattutto per lei; Barbara prima esita, ma poi acconsente a tenerlo segreto, anche se è evidente che sia a disagio. Tornata a casa, riceve un messaggio di Lorenzo con il suo nuovo numero.
Il giorno successivo, i ragazzi della Compagnia, oltre a Nathan e ad altri allievi, vengono invitati a casa di Kayà, dove restano meravigliati dalla vista di cui si gode e dove in sottofondo risuona "I Crisantemi" (elegia funebre, che Puccini inserì nel Preludio al Terzo Atto della Manon Lescaut). Poiché ormai tutti ne sono a conoscenza, Matteo e Sofia informano anche Kayà del bambino che aspettano e il Maestro vuole festeggiare; soli in cucina a prendere i bicchieri, lui dice a Matteo che ha un grande talento e che dovrebbe coltivarlo.
Al Conservatorio, Rosario "si infiltra" di nascosto all'audizione di lirica di Anna, la ragazza giapponese che gli aveva suscitato interesse, che canta l'Atto I de La Bohème, e ha un "colpo di fulmine" per la sua voce, immaginandosi con lei su un balcone di Parigi.
Facendo jogging con Marioni, Matteo cade a terra all'improvviso, Marioni capisce che è un attacco di panico e lo soccorre portandolo a casa propria; poi telefona a zio Daniele. Quando quest'ultimo arriva, Matteo si confida con lui ammettendo di avere paura di diventare padre e di sentirsi "soffocare" perché tutti intorno a lui gli mettono pressione o sono felici per la notizia, senza considerare veramente il suo stato emotivo; lo zio si scusa per aver pensato solo a se stesso e alla organizzazione della loro vita in base al bambino e consiglia al nipote di parlare con Sofia perché lei ha il diritto di conoscere le sue motivazioni. Allora Matteo le manda un messaggio dicendole di vedersi sul terrazzo di casa sua. All'appuntamento, lui le spiega di non sentirsi pronto a diventare padre, che probabilmente all'inizio si era lasciato "sopraffare" dalla gioia e dal significato della notizia ma che in questo momento non vuole un figlio. Lei resta in silenzio durante il suo "sfogo", e quando lui la prega di dire qualcosa, lei, in lacrime, lo caccia via.
- Canzoni eseguite: Happy Birthday to You (Orchestra).
- Ascolti: telespettatori 3 534 000 – share 15,3%[3].

## Saper tornare indietro
- Diretto da: Ivan Cotroneo
- Scritto da: Ivan Cotroneo & Monica Rametta

### Trama
Robbo deve ancora abituarsi alla "convivenza forzata" con la disinibita Natasha, la figlia del nuovo compagno della madre appassionata di cinema, arte e musica trap. Zio Daniele riceve la visita di Nico, madre di Sofia, che gli dà uno schiaffo e lo insulta per il comportamento di Matteo nei confronti di Sofia (infatti lui ci aveva ripensato e le aveva detto di non essere pronto ad avere un figlio). Proprio la sua decisione genera tensioni all'interno del gruppo, portando ad un litigio tra lui e Rosario, che gli rinfaccia di essere un egoista per aver posto il proprio futuro davanti al desiderio di Sofia (la quale è sempre molto convinta della gravidanza).
Kayà dice a Marioni che secondo lui, considerato lo stress della sua situazione privata, sarebbe meglio alleggerire Matteo di un impegno, permettendogli di scegliere se suonare nell'orchestra oppure nel quartetto d'archi, ma il collega gli assicura che sarà in grado di portarli avanti entrambi. Questa affermazione viene smentita poco dopo, quando l'orchestra sta provando l'Intermezzo al Terzo Atto della Manon Lescaut di Puccini: Marioni li blocca accorgendosi che Matteo è più lento degli altri e si infuria perché non suona "con il cuore" e ha la testa altrove. Gli amici della Compagnia si riuniscono per scegliere uno di loro che vada a parlare con Matteo per cercare di fargli cambiare idea sul bambino e per fargli recuperare il rapporto con Sofia. Nella Sala Verdi deserta, Marioni spiega al ragazzo che lui non è la vittima della situazione e che per rispetto verso Sofia dovrebbe smettere di "piangersi addosso". Barbara e Domenico lo invitano al sushi per cercare di fargli capire che un bambino potrebbe essere un'opportunità per qualcosa di nuovo, ma lui è stanco di parlarne. A casa, lo zio gli comunica di aver fissato un appuntamento con la psicologa che l'ha aiutato a superare il trauma del terremoto e della morte della madre per il giorno successivo. Intanto, Sofia non vuole più sentire nominare Matteo e alla domanda del fratello sul motivo per cui sia così sicura, risponde che questo bambino la riempie di gioia e che le fa pensare di avere tutta la vita davanti.
Il padre di Barbara le telefona dal carcere dicendole che spera che la situazione si risolva presto, e che è contento che accanto a lei abbia Domenico; mentre quest'ultimo è in un'altra stanza lei cancella il messaggio di Lorenzo con il suo nuovo numero. In Conservatorio, Rosario si imbatte in Anna e si rallegra scoprendo che ha superato le audizioni di canto lirico e che quindi canterà con l'orchestra; raccoglie il coraggio e si presenta, ma per l'imbarazzo commette una serie di gaffe. Marioni esonera Matteo dall'orchestra e caccia Nathan dopo che quest'ultimo protesta per la tendenza del Maestro a difendere/giustificare sempre il ragazzo; a prendere il posto di Matteo come primo violino arriva nientemeno che Lorenzo, il quale si presenta amichevolmente a Domenico e lui e Barbara fingono di conoscersi per la prima volta (nell'episodio precedente infatti Lorenzo l'ha "convinta" che non è necessario che tutti sappiano cosa c'è stato tra loro a Roma, perché così possono "restare amici").
All'appuntamento con la psicologa, Matteo esprime i suoi dubbi e le sue paure riguardo al bambino, ma lei è convinta che proprio per i traumi subiti (il terremoto e la morte della madre) lui conosca in prima persona il lutto e la perdita e per questo, in fondo, non voglia far passare a Sofia lo stesso facendola abortire; perciò, anche se è suo diritto scegliere di non diventare padre, lo esorta ad assumersi le proprie responsabilità. Facendosi accompagnare da un autista, Kayà si reca in un centro specializzato nel trattamento del cancro e parla con un medico in francese, il quale lo avverte che, sebbene i farmaci aiutino a gestire i dolori, non c'è remissione.
Barbara riceve un messaggio di Lorenzo che riconosce quanto sono stati bravi a fingere davanti a Domenico e, iniziando ad andare in crisi, corre in bagno a vomitare. Fuori dal Conservatorio, Vittoria incontra proprio Lorenzo, intimandogli di stare lontano dalla figlia; in tono di sfida, lui replica che Barbara è l'ultimo dei suoi pensieri e che stavolta non c'è il padre a difenderla, dato che è in carcere, poi tranquillamente se ne va.
Matteo, Sofia e Sara stanno aspettando Kayà e il quarto elemento per le prove del quartetto d'archi; Matteo tenta di scusarsi con Sofia ma lei non vuole sentirlo e cerca appoggio in Sara. Vengono interrotti dall'arrivo di Kayà, il quale annuncia che eseguiranno "I Crisantemi" sempre di Puccini e che dentro la musica c'è sempre una storia personale. Per l'irritazione di Sara (che però da una parte è contenta), il quarto elemento si rivela essere la viola di Pietro. Mentre la Compagnia è riunita al bar dopo le prove, lei comincia ad esprimere commenti su Pietro ammettendo di avere sottovalutato i propri sentimenti per lui, che ogni volta che lui si avvicina sente il cuore accelerare e che adora il suono della viola; il ragazzo sopraggiunge alle sue spalle e gli amici "sfruttano" la sua cecità per continuare a farla parlare ignara. Quando percepisce dei passi allontanarsi e gli amici trattenere le risate, Sara intuisce che il soggetto del suo "monologo" era dietro di lei e ha quindi sentito ogni parola.
A casa, Vittoria informa la figlia di aver incontrato Lorenzo quel pomeriggio e le chiede perché non le abbia detto che si è trasferito a Milano per il biennio di violino; Barbara risponde che non era importante e che la madre non deve farsi strane idee poiché ora è cambiata, è serena e sta con Domenico. Vittoria ricorda bene quanti sforzi hanno fatto lei e il marito per allontanarla da Lorenzo, ma la figlia la rassicura di nuovo precisando però che non vuole che Domenico sappia la verità. Nico conforta Sofia, ancora triste e arrabbiata per com'è finita con Matteo, assicurandole che non sarà mai sola e insieme intonano "E non finisce mica il cielo".
Con l'avvicinarsi della serata dedicata a Puccini, l'orchestra prova l'Atto I de "La Bohème" insieme ad Anna, mentre Rosario assiste dalla platea. Pietro blocca Sara per sapere se pensa davvero le cose che ha detto di lui al bar: lei conferma ma gli ripete che non ha intenzione di essere la sua "amante" dato che lui sta ancora con Simona; lui le rivela che l'ha lasciata e poi d'impulso la bacia, ma lei reagisce male sostenendo che anche se ora lui è a conoscenza del fatto che le piace, ciò non gli dà il diritto di baciarla, e se ne va arrabbiata. Kayà ha un malore e si aggrappa al muro per non cadere; da un armadietto nella sala insegnanti prende un flaconcino e si inietta una specie di spray nasale (probabilmente per alleviare i dolori della malattia).
Poco prima dell'inizio della serata per Puccini, Matteo si reca a casa di Marioni per avere un consiglio, lo osserva occuparsi dei gemelli e tiene in braccio la piccola Carolina, immaginandosi genitore insieme a Sofia. Nel retropalco dove i musicisti finiscono di prepararsi, Robbo filma con il cellulare Rosario e Anna che si baciano (anche lei è rimasta colpita da lui); mentre Pietro arriva alle spalle di Sara e lei lo schiaffeggia per aver provato a baciarla quel pomeriggio. Lui le dice che vuole dare una possibilità a loro due e Sara accetta, quindi si baciano di nuovo. La prima parte del concerto è diretta da Marioni, seguita dal quartetto d'archi e dalla seconda parte, in cui Anna canta La Bohème, con la direzione di Kayà.
Subito dopo la fine, Matteo prende in prestito una delle bici del Conservatorio e pedala verso casa di Sofia, la quale sta tornando accompagnata dal resto della Compagnia: con uno stratagemma, gli amici la chiudono sulla terrazza illuminata da file di lampadine appese da Matteo, che la sta aspettando lì: lui le parla dei suoi dubbi e delle sue paure, ma le assicura anche di aver capito il valore di ciò a cui stava per rinunciare, che lei è la ragazza della sua vita e che vuole questo bambino. Essendosi chiariti, si baciano.
In Sala Verdi, Luca vede Irene e Teoman chiacchierare ed è geloso; mentre torna a casa a piedi con la moglie glielo dice e quest'ultima gli spiega che non deve essere geloso perché stavano parlando di Gabriella: infatti Teoman vorrebbe invitarla fuori a cena ma pensa sarebbe meglio si aggregassero anche lei e Luca per non farlo sembrare un appuntamento romantico. Nella scena finale, Kayà, a casa, riguarda la foto che ritrae lui, Marioni e Irene il giorno del Diploma al Conservatorio e comincia a meditare seriamente la sua vendetta.
- Canzoni eseguite: E non finisce mica il cielo (Sofia e Nico).
- Ascolti: telespettatori 3 534 000 – share 15,3%[3].

## Prepararsi a combattere
- Diretto da: Ivan Cotroneo
- Scritto da: Ivan Cotroneo & Monica Rametta

### Trama
Teoman ha espresso ad Irene il desiderio di uscire a cena con Gabriella, ma preferirebbe fossero presenti anche Luca e Irene per non far pensare a Gabriella che sia un'"appuntamento romantico". Robbo sogna di fare l'amore con Natasha, e si sveglia terrorizzato. Vittoria legge di nascosto un messaggio di Lorenzo sul cellulare di Barbara e capisce che la figlia ha "riallacciato" i rapporti con l'ex. Mentre la accompagna al Conservatorio, glielo dice, ammettendo di avere paura della capacità di Lorenzo di "manipolarla" e della "dipendenza" di Barbara, ricordandole di nuovo quanto male lui le ha fatto in passato e che questa volta il padre non può difenderla, ma la figlia le assicura nuovamente di essere cambiata e che ora è diverso perché sta con Domenico.
In Conservatorio, Marioni e Kayà discutono dell'imminente arrivo della Direttrice di una prestigiosa scuola americana, chiamata da Kayà, la quale ascolterà gli allievi in un'audizione per poi scegliere uno di loro da portare con lei a New York per un periodo "di stage" a partire dal prossimo gennaio, grazie ad una borsa di studio. Marioni non è particolarmente entusiasta perché non ama vedere i suoi ragazzi in competizione tra loro, ma Kayà afferma che cercare di "primeggiare" potrebbe aiutarli a crescere e che la borsa di studio in America è un'enorme opportunità per far conoscere il loro talento anche all'estero. Agli studenti riuniti in Sala Verdi, i due Maestri danno l'annuncio, che come previsto li rende elettrizzati; Kayà precisa che l'audizione avverrà con un programma di esibizioni soliste e musica da camera: gli interessati dovranno comunicare a lui il brano che decideranno di presentare, e lui valuterà se ammetterli; un elenco di nomi verrà successivamente affisso nella bacheca. Usciti, Kayà, Irene e Gabriella si scambiano impressioni sulla reazione dei ragazzi. Mentre i membri della Compagnia parlano di chi tra loro ha più possibilità di superare l'audizione e del pezzo che intendono presentare (Sara opta per la "Sonata N°2 in A Minore" di Bach; Domenico per il "Liebestraum N°3 di Liszt ), si avvicina Lorenzo per essere "aggiornato" sulla novità; osserva come sia "strano" che lui e Barbara a Roma non si siano mai incontrati poiché, sebbene sia una grande città, il loro ambiente (quello della musica classica) non lo è (infatti si erano messi d'accordo di non far sapere a tutti il loro passato). Domenico replica che probabilmente si sono incontrati ma lei non se lo ricorda, e Lorenzo gli dà ragione.
In Sala Insegnanti, Marioni "si sfoga" con l'amico e collega Guido Sestrieri sul suo stato d'animo nel vedere i ragazzi in competizione; l'amico nota che sembra "invidioso" delle attenzioni che Kayà sta riservando loro, forse temendo che potrebbero affezionarsi più a quest'ultimo che a lui, ma Luca nega dicendosi contento che abbiano un'opportunità del genere. Matteo informa Marioni di non voler partecipare all'audizione per poter essere accanto a Sofia quando il bambino nascerà; anche la ragazza non parteciperà. Marioni dice a Matteo che secondo lui sbaglia, ma rispetta la sua decisione e si fa promettere che se dovesse cambiare idea, ne parlerebbe prima con lui. Al bar, Barbara dice a Domenico che se vincerà, lei lo seguirà a New York; vengono interrotti da Lorenzo, il quale amichevolmente chiede a Domenico di accompagnarlo al pianoforte durante l'audizione; l'altro accetta di provare con lui un paio di volte e si scambiano i numeri di cellulare davanti a Barbara, completamente "colta alla sprovvista", che infatti dopo aver salutato il fidanzato si rifugia in un angolo sentendosi svenire. Sara e Pietro passeggiano in cortile e stringono un "patto" che suggellano con un bacio: se lui dovesse vincere e partire, lei lo aspetterà fino al suo ritorno.
In un'aula vuota, Lorenzo si sta esercitando sul brano per l'audizione; entra Barbara dicendogli che non le piace l'idea che lui suonerà con Domenico, e Lorenzo le chiede il motivo dato che entrambi hanno deciso di comportarsi, in pubblico, come due "sconosciuti"; la tira verso di sé per la maglia sussurrandole che lui sta facendo la sua "parte" e che lei deve fare la sua. Barbara si divincola ribadendogli di smetterla di trattarla così, perché la fa sentire "come il gatto col topo", come ha sempre fatto, e poi se ne va. In carcere, Vittoria incontra il marito, il quale si scusa per la sofferenza che sta causando a lei e alla figlia e le spiega che gli avvocati hanno in mano tutte le carte e stanno cercando un altro modo per ottenere i domiciliari (dopo che sono stati negati la prima volta). La moglie afferma di essere convinta della sua innocenza ma, quando Eugenio chiede notizie di Barbara (la quale ha espresso più volte il desiderio di andarlo a trovare), evita di informarlo del ritorno di Lorenzo per non preoccuparlo.
A lezione da Irene per prepararsi all'audizione, Domenico esegue il "Liebestraum N°3" di Liszt alla perfezione: la Maestra però gli fa notare come durante l'attacco abbia privilegiato la "tecnica", mentre invece dovrebbe provare a far prevalere i sentimenti.
L'insegnante di Etnomusicologia è una persona un po' "speciale": la cantante Malika Ayane, (una delle "guest stars" della seconda stagione), la quale, per spiegare il "canto monotonale", fa ascoltare alla classe il "duru duru" della Barbagia. Per Robbo la lezione è talmente noiosa da rischiare di addormentarsi; quando esce, riceve una chiamata dalla sorella Chiara che gli dice che Natasha sta ballando mezza nuda per casa e non sa come farla smettere. Non riuscendo ad ignorare l'attrazione sessuale che prova per lei (e ricordando il sogno di quella mattina), Robbo si precipita a casa dove, tra le risate delle due, scopre che era solo uno "scherzo" e che Natasha e la sorella avevano scommesso sul tempo che avrebbe impiegato ad arrivare.
Quella sera, Lorenzo si presenta a casa di Barbara (che è da sola, approfittando della distrazione del portiere per entrare) affermando di aver riflettuto sulle sue parole e di aver capito che lei ha paura di lui, ma anche che la conosce e quindi sa che lei non è in grado di opporsi. Inoltre aggiunge di essere cambiato e che stavolta le chiederà il permesso, prima di baciarla; la bacia e poi di nuovo se ne va lasciando la ragazza in crisi. La mattina seguente, Matteo e Sofia, accompagnati da zio Daniele, Nico e "Scheggia" (il fratello di Sofia), vanno in ospedale per la prima ecografia del bambino, ma i due vorrebbero un po' di "privacy" almeno in questo momento, e così, essendo maggiorenni e avendo facoltà di decidere, lasciano fuori dalla stanza i familiari (offesi per essere stati "messi da parte"). La dottoressa fa sentire loro il battito del cuore del nascituro e poi domanda se vogliono sapere il sesso: loro però preferiscono che sia una "sorpresa".
Sara è a letto con Pietro e i genitori di lei sono talmente felici che abbia una relazione "stabile" (anche se stanno insieme solo da un paio di settimane) che hanno cucinato una specialità per cena, quindi lui decide di restare per assaggiarla. A casa di Marioni e Irene, l'argomento è, naturalmente, Kayà, e Luca conferma che non si fida, che secondo lui è tornato per un obiettivo preciso, ma la moglie lo rassicura.
Barbara va a casa di Sofia e si confida con lei su Lorenzo: le racconta che lui è stato il suo primo ragazzo, a Roma, e il primo con cui ha fatto l'amore, che le faceva fare delle cose che normalmente non avrebbe mai fatto e che, per quanto lei ci provi, non riesce a "dirgli di no" (com'è successo con il bacio) perché è come se Lorenzo le avesse lasciato sul corpo un "marchio" che non si cancella; le rivela che credeva di averlo "superato", ma che appena lui è ricomparso a Milano sono riemersi anche tutti i ricordi e i sentimenti del passato. Sofia la ascolta e alla fine le suggerisce di parlare con Domenico, perché lui la ama e capirà, ma Barbara in lacrime sostiene che non ha il coraggio di farlo poiché sa che se gli dicesse di avergli mentito, Domenico non si fiderebbe più di lei. Al telefono con lui più tardi, lei (trattenendo nuovamente le lacrime) esprime il proprio desiderio che sia lui a vincere la borsa di studio perché così andrebbero a New York insieme, e anzi dice che vorrebbe restare là per sempre; lui si accorge del suo tono serio, come se lei dovesse dirgli qualcosa di importante, ma poi lo attribuisce alla nostalgia del padre e si salutano.
Teoman ha organizzato una cena a casa sua con i colleghi e la Direttrice del Conservatorio: tra un brindisi e l'altro, parlano dell'audizione e del fatto che Matteo non vi prenderà parte, che ha "sorpreso" un po' tutti perché lui ha un grande talento; la Direttrice accenna al rapporto speciale di quest'ultimo con Marioni, e Teoman intuisce che per poter "separare" i ragazzi dal loro Maestro (parte del suo "piano" di vendetta) dovrà "usare" proprio questo legame. La Bramaschi gli dedica Il cielo in una stanza, poi sul balcone, si baciano.
Intanto, Daniele 2, mentre fa l'amore con Daniele, gli rivela che non ha più avuto notizie dall'avvocato per l'affidamento e che ha deciso di "mettere in pausa" il progetto essendosi accorto di quanto il compagno sia "preso" dalla gravidanza di Matteo e Sofia, ma Daniele gli dice che non avrebbe dovuto farlo perché sa quanto è importante per lui. Rientrati a casa, Irene (ripensando ad un breve scambio avuto con Teoman alla cena) domanda a Luca se sia sempre stato convinto che loro due avrebbero superato la perdita della figlia e sarebbero tornati insieme com'è successo; lui risponde che niente al mondo li avrebbe potuti separare, lei sembra tranquillizzata e fanno l'amore. Vittoria sente la figlia piangere e la trova seduta a terra nella sua camera: tra le lacrime, Barbara ammette che si sbagliava, che da quando si sono trasferiti a Milano non è cambiato niente, che le è "bastato" vedere Lorenzo per essere nuovamente sommersa dai ricordi del passato e ricominciare a mentire. La madre cerca di confortarla e di calmarla assicurandole che adesso è più forte e che Domenico è "speciale", ma la esorta a non avere più contatti di alcun tipo con Lorenzo.
La mattina seguente, Kayà si risveglia a letto con Gabriella e di nascosto va in bagno a prendere lo spray nasale; lei gli confessa di aver sempre sperato che ciò che è successo accadesse (cioè che passassero una notte insieme). Barbara, non seguendo la raccomandazione della madre e riflettendo sulla conversazione avuta con Sofia, invia un messaggio a Lorenzo dicendogli di avere intenzione di parlare di lui a Domenico, e subito dopo scrive al fidanzato chiedendogli di vedersi prima delle lezioni perché devono parlare di qualcosa di importante. Antonia, la madre di Rosario, conosce la madre di Anna, la quale però si dimostra poco propensa ad accettare la relazione della figlia, sostenendo che lei deve studiare e perciò non può "perdere tempo" con uscite e svaghi.
Mentre Lorenzo e Domenico stanno provando il brano che il primo porterà all'audizione, Domenico si accorge che l'altro lo sta fissando e gliene chiede il motivo: allora Lorenzo gli spiega che trova "divertente" il fatto che non abbia sospettato nulla quando ha visto sé stesso e Barbara interagire, che lui è stato il suo ragazzo a Roma e che la trattava male, e per metterla ancora più "in cattiva luce", aggiunge che lei non è stata capace di dimenticarlo. Domenico naturalmente è sconvolto perché non riesce a credere che Barbara gli abbia mentito e che sia stata "complice" di Lorenzo (che nel frattempo se n'è andato), e appena lei arriva per rivelargli tutta la verità Domenico la affronta e, malgrado lei tenti di spiegargli la situazione, hanno un furioso litigio.
Kayà racconta a Irene di aver passato la notte con Gabriella, e Irene si dice contenta perché la Bramaschi è la sua migliore amica e sapeva quanto lei lo desiderasse; più tardi, Kayà torna nel suo attico per accogliere Matteo, il quale ha accettato la sua proposta di prepararsi con lui per l'audizione di nascosto dagli amici e dal Maestro Marioni (solo Sofia ne è a conoscenza, e sebbene non condivida la decisione di tenere gli altri all'oscuro, gli sta accanto), che infatti si era fatto promettere che se Matteo avesse cambiato idea sarebbe andato prima da lui. Domenico irrompe in Sala Insegnanti esprimendo il proprio odio per Barbara, e Marioni, non capendo cosa possa aver generato un cambiamento di stato d'animo così improvviso, lo abbraccia.
- • Canzoni eseguite: Il cielo in una stanza (Prof.essa Bramaschi e Prof. Sestrieri)
- Ascolti: telespettatori 3 390 000 - share 14.70 %

## La competizione
- Diretto da: Ivan Cotroneo
- Scritto da: Ivan Cotroneo & Monica Rametta

### Trama
Marioni informa Teoman che Domenico non accompagnerà più Lorenzo al pianoforte e poi spiega a Sestrieri che il motivo è che Domenico ora odia sia Lorenzo che Barbara; Robbo si offre di essere lui ad accompagnare Lorenzo, ma in realtà "medita" una piccola vendetta verso di lui da parte di Domenico. Matteo si confida con Sofia riguardo alle prove "segrete" con Kayà, esprimendo il proprio disagio per dover tenere gli amici e il Maestro Marioni all'oscuro. Vittoria si reca a casa di Domenico e gli racconta di Lorenzo e del rapporto "malato" che Barbara aveva con lui a Roma: gli dice che lui la "costringeva" a fare cose che lei altrimenti non avrebbe mai fatto, e che stava talmente male da aver perso la voglia di vivere, da non mangiare più e da chiudersi in casa a piangere. Prega Domenico di non lasciarla sola e di provare a parlarle, ma lui ribatte che è stata Barbara ad allontanarsi da lui. Intanto, Robbo e Lorenzo fanno sentire a Kayà il brano che il secondo porterà all'audizione.
Più tardi, Lorenzo suona il campanello di Barbara chiedendole il permesso di salire, lei prima rifiuta ma poi cede: una volta entrato, lui le ripete di essere cambiato e che ora nessuno potrà separarli; la bacia sapendo che è ciò che desidera anche lei e si fa portare in camera da letto, dove fanno l'amore. Nel frattempo, Domenico, riflettendo sulle parole di Vittoria, è in metropolitana e sta arrivando da lei; Barbara scende e hanno un confronto: Domenico si scusa per il modo in cui ha reagito dopo aver appreso direttamente da Lorenzo che lei gli aveva mentito e che si conoscevano da prima, dicendole di amarla e di essere disposto a credere a lei se gli racconterà la propria versione; Barbara lo interrompe urlando che non ha più importanza perché ha passato la notte con Lorenzo, allora Domenico se ne va sconvolto e scrive a Matteo che ha bisogno di qualcuno con cui parlare.
Matteo arriva nell'attico di Kayà per le prove dell'audizione, ammette di non essere tranquillo a mentire a tutti, ma il Maestro si impone sostenendo che questa è una grande opportunità e che lui dovrebbe "prendere in mano" la propria vita e coltivare il proprio talento. Mentre lui suona, Kayà prende di nuovo lo spray nasale.
Quella sera, i genitori di Sara la sommergono di domande su Pietro e poi brindano al fatto che la loro figlia si sia finalmente innamorata sul serio. Domenico cerca conforto da Marioni presentandosi davanti a casa sua: quest'ultimo gli offre una birra e si siedono su una panchina per parlare. Domenico afferma di non volere né telefonare al padre in Sicilia né ai suoi amici, vorrebbe solo "scomparire", e se pensa a Barbara gli vengono in mente i due anni di relazione, i viaggi, i progetti (come quello di andare insieme a New York se lui avesse vinto la borsa di studio), e non riesce a credere che lei li abbia "dimenticati" così all'improvviso. Marioni lo ascolta e, in modo molto diretto, gli fa notare che non è il primo ad essere lasciato per un altro, e che ora dovrebbe concentrarsi sulla musica.
Matteo rientra a casa e zio Daniele, notando il suo turbamento, gli domanda cosa stia succedendo, e Matteo gli rivela che si sta preparando di nascosto con Kayà per l'audizione. Quest'ultimo entra in una farmacia e pretende di avere un farmaco a base di oppiacei che utilizza per ridurre i dolori della sua malattia, che sta peggiorando, ma il farmacista dichiara che non può venderglielo e che può dargli solo antidolorifici; allora Kayà, in un attacco d'ira, rovescia degli espositori prima di uscire. Successivamente la Bramaschi gli porta un sonnifero che lui le aveva chiesto per "problemi a dormire", e fanno l'amore.
A lezione, Irene loda Domenico per essere riuscito ad incanalare il dolore per la rottura con Barbara attraverso la musica e aggiunge che adesso è pronto per l'audizione. Dal corridoio, Marioni sente il violino di Matteo, entra nell'aula dove lui si trova e dopo aver ricordato come fosse avvenuto proprio lì il loro primo incontro due anni prima, gli chiede perché si stia esercitando su Paganini, dato che non fa parte del programma dell'orchestra. Matteo inventa la scusa di essersi incuriosito in seguito ad un regalo dello zio, ma Marioni non sembra crederci completamente.
Antonia riceve la visita di Kimi, la madre di Anna, la quale proibisce la frequentazione della figlia con Rosario poiché Anna deve studiare e non può lasciarsi "distrarre" da uscite e svaghi. Sara va da Barbara per cercare di comprendere come mai abbia trattato Domenico in quel modo, ma l'amica ripete che tutti dovrebbero smetterla di preoccuparsi e che ora vuole stare con Lorenzo. Kayà si fa portare nuovamente alla clinica privata svizzera dove illustra al medico i recenti sintomi e l'episodio alla farmacia. Natasha bacia Robbo e poi vanno a letto insieme. Uscendo a buttare la spazzatura, Domenico si ferma nel punto esatto dove è avvenuto il primo bacio con Barbara due anni prima e lo ricorda.
La mattina successiva è il giorno dell'arrivo della Direttrice americana, vecchia amica di Kayà: Marioni irrompe nell'aula dove Matteo si sta ancora esercitando su Paganini urlando che non avrebbe mai creduto che lui potesse mentirgli guardandolo negli occhi (ha capito infatti che si sta esercitando per l'audizione), anche perché gli aveva fatto promettere che se avesse cambiato idea, sarebbe andato prima da lui. Sapendo di aver tradito la fiducia del suo Maestro, Matteo vorrebbe rinunciare, ma Kayà si impone di nuovo dicendogli che la maggior parte degli allievi lì dentro farebbero qualunque cosa per essere al suo posto e avere un'opportunità del genere, aggiungendo inoltre che la Direttrice americana lo ascolterà davanti a tutti (e non separatamente come previsto). Intanto, in bacheca è stato esposto il foglio con i nomi di chi si è aggiudicato l'audizione: Sara, Robbo e Rosario leggono quello di Matteo e sono confusi perché lui aveva chiaramente affermato che non avrebbe partecipato; l'amico tenta di scusarsi e di spiegare loro che è stato Kayà a "fare pressioni" affinché cambiasse idea, ma gli altri non vogliono sentire ragioni (soprattutto dopo che Sofia confessa che sapeva delle "prove segrete") e se ne vanno. Anche Marioni si infuria con Matteo e non ha intenzione di supportarlo. Kayà accoglie la Direttrice americana, mentre a casa Sofia cerca di spiegare alla madre che conosceva il "segreto" di Matteo e che aveva già deciso che non avrebbe "sacrificato" le sue aspirazioni per via del bambino. Teoman e Irene hanno un dialogo riguardo a ciò che è successo con Marioni e Matteo: Irene osserva che il loro legame è molto stretto e Teoman avrebbe dovuto saperlo prima di agire alle sue spalle, ma quest'ultimo sostiene che Luca sia solo geloso dell'interesse che i ragazzi mostrano nei propri confronti e che non dovrebbe prendersela così tanto in quanto "vincere o perdere" fa parte della vita. Prima di entrare in teatro, zio Daniele rivela al compagno di aver scritto all'avvocato dell'affidamento spacciandosi per lui per comunicandole di essere pronto a proseguire l'iter, sapendo quanto sia importante per lui.
All'audizione i primi ad esibirsi sono Lorenzo e Robbo, che lo accompagna al pianoforte: sembra andare tutto liscio, ma ad un certo punto Robbo comincia a sbagliare di proposito, tanto che Lorenzo non riesce più a stargli dietro; alla fine, mentre stanno per scendere dal palco, Robbo gli sussurra con tono soddisfatto che quello era un "pensiero" da parte sua e di Domenico, avendo così attuato la sua "vendetta"; Lorenzo, arrabbiato per l'umiliazione subìta e sapendo di non avere speranze di vincere, scrive a Barbara di stare rientrando a casa. L'audizione prosegue con Domenico, che si esibisce nel Liebestraum N°3 di Liszt e si commuove, con Sara nella Sonata N.2 in A Minore di Bach, e con Rosario in un'improvvisazione alle percussioni. Da una galleria sopraelevata, Marioni assiste a tutte ed è fiero dei "suoi" ragazzi. L'ultimo è Matteo, che suona il Capriccio N°16 (op.1) di Paganini, e Kayà lo presenta alla Direttrice americana come "il più talentuoso"; tuttavia, a causa delle bugie che è stato costretto a dire, delle tensioni a cui hanno portato e della difficoltà tecnica del brano, la performance ne risente.
Barbara decide di dormire da Lorenzo, sua madre cerca di fermarla ma lei (che è ricaduta nella "dipendenza" da lui) conferma che con Domenico è finita e insiste nel dire di "aver bisogno" di Lorenzo (anche se sembra stia "recitando un copione"). Quest'ultimo la porta nell'appartamento che ha preso in affitto, glielo mostra e le promette che d'ora in poi staranno benissimo insieme.
Alla fine dell'audizione, la Direttrice americana sale sul palco: dopo aver premesso che tutti i ragazzi sono stati straordinari, ma che purtroppo solo uno verrà scelto per lo stage a New York, annuncia che il vincitore è Matteo, che così si mette contro gli amici (oltre che Marioni, nel cui sguardo traspaiono rabbia e delusione), i quali naturalmente si sono accorti che lui ha suonato male e quindi pensavano che per "correttezza" venisse scelto uno di loro, ad esempio Sara o Domenico. Questa decisione segna l'inizio della rottura del legame di amicizia e fiducia reciproca instaurato all'interno della Compagnia.
• Ascolti: telespettatori 3 390 000 - share 14.7%

## Legami spezzati
- Diretto da: Ivan Cotroneo
- Scritto da: Ivan Cotroneo & Monica Rametta

### Trama
Le bugie di Matteo hanno spezzato il legame di fiducia su cui si fonda la Compagnia: ormai i ragazzi sono uno contro l'altro e il gruppo sembra essersi sfaldato, tanto più che ciascuno abbandona la chat condivisa. Sofia prova a fare da paciere, ma è tutto inutile. Solo facendo comprendere a Matteo i propri errori, le cose potranno tornare al loro posto. Tra i due maestri invece lo scontro è aperto: Luca vede nell'interessamento di Teoman ai suoi allievi il tentativo di allontanare i suoi affetti da lui. La rivelazione di Kayà a Gabriella è la prova che il maestro sta facendo di tutto per mettere Marioni in cattiva luce. La verità è che Teoman sta preparando il terreno per qualcosa di molto più grande e inaspettato. 
Per l'imminente concerto di Natale, è stato scelto il Concerto per pianoforte e orchestra n° 24 in Do minore di Wolfgang Amadeus Mozart, e i due maestri si scontrano sull'audizione che Matteo ha, immeritatamente, vinto a discapito degli amici. I genitori di Sara cercano di risollevarle il morale, mentre Robbo e Rosario parlano delle rispettive storie d'amore. Marioni, ancora all'oscuro delle loro dinamiche, vuole che Domenico suoni in orchestra insieme a Lorenzo, e poi viene informato dalla Direttrice che Barbara ha lasciato il Conservatorio. Quest'ultima si reca in carcere dal padre, il quale le dice di sapere del ritorno di Lorenzo nella sua vita (ricordandole gli sforzi compiuti per allontanarsene, incluso un anno di terapia) e si mostra preoccupato, ma lei lo rassicura replicando di essere cambiata. Domenico vede Lorenzo in corridoio e ha l'istinto di prenderlo a pugni, venendo fermato da Robbo e Rosario. Kayà si confronta anche con Irene sull'audizione e su Luca (Teoman e Gabriella hanno iniziato a frequentarsi), e dopo il dialogo lui si sente male. Rosario e Anna si nascondono nell'archivio. Marioni va a casa di Barbara: intende conoscere il motivo per cui lei vuole lasciare il Conservatorio; lei scrive a Lorenzo di aver deciso di andare a vivere con lui.
Lo zio Daniele e Daniele2 parlano di Matteo e del loro progetto di affidamento; Daniele2 si reca da Sofia per parlare con il giovane; Irene ha intuito quanto Luca stia soffrendo per il proprio allievo. Gabriella nota un cerotto sulla spalla di Teoman ma lui la tranquillizza. I membri della Compagnia sono invitati nell'attico di Kayà e lui comunica a Sara che potrebbe fare un'intervista. Domenico si assenta dalle prove con Marioni e quest'ultimo gli parla. Dopo aver dormito insieme, Lorenzo continua a manipolare e ad esercitare potere su Barbara.
Kayà sviene per un altro malore, venendo soccorso da Sestrieri, che poi mostra a Matteo il video della sua audizione: Matteo allora si reca da Marioni spiegando di essersi reso conto di aver suonato male, i due hanno un'ennesima discussione. Pietro rompe con Sara affermando di non amarla abbastanza. Teoman rivela a Gabriella di essere responsabile della fine della carriera artistica di Marioni: infatti è stato lui a rompergli i tendini della mano destra e quindi a impedirgli di continuare a suonare il violino.
Barbara è a cena a casa con la madre; nella scena finale dell'episodio lei si è addormentata, il cellulare vibra per una telefonata di Lorenzo ma la madre non la sveglia e lo spegne.
- Canzoni eseguite: "A mano a mano" (Compagnia del Cigno)
- Ascolti: telespettatori 3 553 000 - share 15.47%

## In guerra e in amore
- Diretto da: Ivan Cotroneo
- Scritto da: Ivan Cotroneo & Monica Rametta

### Trama
Marioni ha un incubo su Kayà. A casa della madre, Barbara trova sul cellulare decine di telefonate di Lorenzo e si infuria perché lei non l'ha svegliata intenzionalmente; appena raggiunge Lorenzo, questo la caccia dall'appartamento facendosi consegnare le chiavi e accusandola di essere inaffidabile, lei incolpa sé stessa per la propria "negligenza" (in realtà è sempre una manipolazione di Lorenzo, che la spinge a sentirsi debole e impotente). Sofia, Rosario e Sara commentano l'intervista rilasciata da quest'ultima, la quale rivela di essere stata lasciata da Pietro. Gabriella chiede ad Irene un'opinione su Luca e sulla gelosia verso Teoman; Kayà richiama il figlio Stefano. Sara si sta esercitando da sola sul "Triplo concerto per pianoforte, violino, violoncello e orchestra in Do maggiore" (op. 56 n°1 "Allegro vivace e con brio")" di Ludwig van Beethoven, Marioni entra e i due hanno una conversazione riguardo a come la disabilità della ragazza potrebbe influenzare il suo futuro. Rosario e Anna discutono animatamente a causa dell'ingerenza delle loro due madri nel loro rapporto.
Nel cortile dell'università, Barbara si imbatte nella professoressa di italiano (che ora lavora lì come assistente ricercatrice): la donna ha saputo che lei ha abbandonato il Conservatorio ed è preoccupata; Domenico sente il resto della Compagnia parlare della loro amica. La Direttrice comunica a Matteo i dettagli del viaggio a New York (avendo superato l'audizione), e più tardi lui ammette a Kayà di star soffrendo per aver mentito agli amici e a Marioni. Robbo e Rosario si confrontano nuovamente sulle rispettive storie sentimentali, poi Rosario litiga con Antonia; Robbo è uscito insieme a Natasha e alle sue amiche e inizia a diventare un "ribelle", ma combina disastri (ha un incidente in motorino, fortunatamente non grave). Per sfogare la rabbia e il dolore per Barbara, Domenico si reca in un locale a suonare il pianoforte; il gestore è infastidito perche gli sta "rovinando" la serata (dato che la melodia è triste) e lui se ne va (Ornella Vanoni compare in un cameo nei panni di sé stessa: resta incantata dal suo talento e dalla bellezza del brano riconoscendo che esprime perfettamente le sue emozioni): nel tragitto verso casa, Domenico finisce nello stesso punto in cui lui e Barbara si erano baciati la prima volta (nella prima stagione) e ricorda anche quando hanno trascorso la loro prima notte di passione, soffrendo. Barbara è rimasta fuori dall'appartamento di Lorenzo tutto il giorno, aspettando il suo ritorno, e lui allora, dopo che lei lo supplica e promette che si comporterà bene, le concede di rientrare.
La madre di Robbo e il padre di Natasha rimproverano i figli con una ramanzina. Il giorno seguente, Kayà propone a Gabriella di accompagnarlo a San Pietroburgo. Daniele2 svolge un colloquio con un avvocato specializzato in affidamenti, mentre zio Daniele origlia. Alle prove del concerto di Natale, Matteo rinuncia al viaggio a New York (essendosi reso conto che le cose più importanti sono l'amicizia e il legame con la Compagnia), Marioni loda Domenico, mentre Rosario se la prende con Pietro per aver scaricato Sara. Matteo manda sulla chat condivisa un audio in cui si scusa con gli amici e rivela di aver deciso di rinunciare a partire (Lorenzo però requisisce il cellulare a Barbara, sempre per tenerla legata a sé). Pietro si reca da Sara per cercare di capire come risolvere la loro situazione. Irene e Kayà si incontrano in una sala del Conservatorio deserto (in precedenza lui le aveva scritto per vedersi), lui perde il controllo e tenta di violentarla, lei sconvolta riesce a divincolarsi e a scappare; tornata a casa, racconta l'accaduto a Luca che, furioso, vuole immediatamente affrontare Teoman.
Il posto a New York (vacante per la rinuncia di Matteo) viene offerto a Sara, e i suoi genitori si complimentano; anche lei però non intende andare e si dirige nel grattacielo dell'attico di Kayà per informarlo direttamente, ignara che all'interno vi sia già Marioni: quest'ultimo e Teoman hanno una colluttazione, poi Kayà coglie l'occasione della presenza di Sara (che essendo ipovedente non sarebbe in grado di riferire lo svolgimento dei fatti) per suicidarsi, gettandosi dal terrazzo. Irene, che ha raggiunto l'edificio nel tentativo di fermare Luca, lo vede cadere. Luca urla e l'episodio termina.
- Ascolti: telespettatori 3 553 000 - share 15.47%

## Segreti e menzogne
- Diretto da: Ivan Cotroneo
- Scritto da: Ivan Cotroneo & Monica Rametta

### Trama
L'episodio inizia senza la sigla, con i titoli di testa che compaiono direttamente sul video. La tragica morte di Kayà ha lasciato tutti sconvolti, e viene celebrata una messa funebre presso il Cimitero Monumentale di Milano. L'Ispettrice Modiano, chiamata a indagare sul caso, nutre seri dubbi su Marioni (dato che era presente al momento dell'accaduto), e gli pone domande in biblioteca: lui racconta il violento litigio e la colluttazione avuti con Teoman nell'attico dopo aver appreso del tentato stupro a Irene. I membri della Compagnia sono finalmente di nuovo riuniti e pronti a tutto pur di dimostrare l'innocenza del loro Maestro: parlano della situazione su un tetto di Milano, anche Barbara li raggiunge (invitata da Sofia) ma, al suo arrivo, Domenico se ne va. La professoressa Bramaschi, distrutta, cerca conforto da Irene; mentre Luca, facendo jogging, ricorda che Teoman gli ha sorriso prima di gettarsi dal terrazzo dell'attico, come se volesse "sfidarlo" e provocarlo. Tra i sette ragazzi, solo Matteo ha delle perplessità, domandandosi se la rabbia possa aver reso Marioni capace di un gesto tanto atroce (e considerando il suo carattere e il fatto che due anni prima aveva già manifestato il desiderio di uccidere qualcuno, ovvero il responsabile della morte della figlia Serena): lo zio lo incalza, ma lui non approfondisce. Sara ammette a Marioni di aver paura di perderlo, lui la rassicura e lei lo abbraccia.
Domenico vorrebbe ancora picchiare Lorenzo. L'orchestra si esercita sulla "Cavalleria rusticana" (prima opera, in un unico atto di rara bellezza ed originalità, composta da Pietro Mascagni, ispirata all'omonima novella di Giovanni Verga) e Marioni esorta gli allievi ad "afferrare" la musica per superare il momento drammatico, ma poi si infuria perché non sono completamente concentrati. L'ispettrice Modiano interroga Sara, la quale riferisce ciò che ha sentito nell'attico e difende Marioni a spada tratta, definendolo "appassionato, che crede nel proprio lavoro e pretende il massimo"; più tardi, la Modiano parla con Sofia, non identificandosi subito come poliziotta. Antonia e Kimi (la madre di Anna) discutono dei figli, e la prima si scusa con la seconda. Gabriella, che ugualmente a Matteo, sospetta di Luca, lo evita. Barbara raggiunge una chiesa della città dove Domenico sta suonando la "Toccata e Fuga in Re minore" di Johann Sebastian Bach all'organo, vorrebbe parlargli ma lui si sente ancora arrabbiato e ferito (crede infatti che lei stia con Lorenzo di propria volontà, mentre in realtà Lorenzo l'ha plagiata e la manipola), non sembra intenzionato a perdonarla, le intima di sparire dalla sua vita e di non farsi più vedere; allora Barbara inizia a capire di doversi allontanare dal rapporto malato con Lorenzo e si reca a trovare la madre che da quando il marito è in carcere e il loro tenore di vita è calato ha trovato un impiego in un negozio di abbigliamento.
Pietro propone a Sara di uscire insieme ad un gruppo di amici, ma lei ne è infastidita. L'ispettrice parla con Stefano, il figlio di Kayà, e anch'egli punta il dito su Marioni; Matteo gli chiede in modo diretto se sia stato lui a spingere giù l'ex rivale, e Marioni è deluso dal fatto che il ragazzo dubiti di lui. Robbo si scontra con la madre riguardo a Natasha, che la donna ritiene troppo diversa da lui. Vittoria si presenta a casa di Domenico avendo comprato la cena per passare una serata con lui. 
La violenza esercitata da Lorenzo su Barbara raggiunge il livello più estremo: lui la costringe a spogliarsi rimanendo in biancheria intima e la punisce per non avergli comunicato i suoi spostamenti, chiudendola in balcone tutta la notte senza nemmeno consentirle di mangiare e ignorando le sue proteste.
Il giorno seguente, una giornalista bussa a casa di Marioni per raccogliere una dichiarazione sulla morte di Kayà, ma lui la caccia. L'ispettrice Modiano parla con Irene, affrontando sia la passata relazione della donna con Teoman sia il tentato stupro; lei comunque prende le difese di Luca. Tocca poi agli altri membri della Compagnia e ad altri allievi essere ascoltati. Dopo il proprio interrogatorio, Barbara sviene, gli amici la soccorrono e intuiscono che non mangia da diverse ore: si riuniscono in un angolo del Conservatorio e finalmente lei trova il coraggio e la forza di aprirsi riguardo a Lorenzo, a ciò che lui la costringe a fare (soprattutto l'evento più recente in terrazzo) e a cosa è accaduto quando stavano insieme a Roma; gli amici sono sconvolti dal racconto, non avevano idea che lei si stesse tenendo dentro un segreto del genere, vorrebbero che anche Domenico ne fosse al corrente (dato che sta ancora soffrendo molto senza conoscere i veri motivi), ma Barbara li fa giurare di non dirglielo mai (pensa che per loro due non vi sia più speranza di recuperare il legame). Zio Daniele ha un appuntamento in tribunale per il processo di affidamento; all'esterno incontra un uomo che si rivela avere opinioni omofobe sul tema e che lo insulta. Daniele non riesce a trattenersi e i due arrivano allo scontro fisico; Daniele2 informa Matteo dell'accaduto. Antonia e Rosario parlano di Anna, la conversazione è interrotta da un audio di Sara sulla nuova chat creata per aiutare Barbara ad uscire dall'orbita negativa di Lorenzo.
Matteo confida allo zio il proposito di Marioni di uccidere qualcuno due anni prima, ovvero il responsabile dell'investimento della figlia Serena, poi lo stesso Marioni viene interrogato nuovamente dalla Modiano; successivamente, l'ispettrice riferisce alla Bramaschi del tentato stupro perpetrato da Teoman ai danni di Irene; Gabriella tuttavia non crede che l'uomo di cui si era innamorata possa aver compiuto un atto così orribile, per di più nei confronti di una persona alla quale entrambi sono legati. Sara improvvisamente ricorda di aver sentito Marioni gridare "No!" al momento della caduta di Kayà dal terrazzo dell'attico, come se avesse tentato di impedirla, dunque potrebbe essere davvero innocente.
Di nascosto, Barbara prepara i bagagli per lasciare l'appartamento di Lorenzo; lui però torna, capisce di non averla più sotto il proprio controllo e si infuria: cerca di trattenerla, lei si divincola e lui le dà uno schiaffo (la violenza quindi da psicologica e verbale diventa fisica), lei allora scappa.
Nell'ultima scena dell'episodio, la Bramaschi irrompe in Sala Verdi mentre l'orchestra sta provando e, davanti a tutti, chiede a Marioni come abbia potuto uccidere Kayà (infatti, saputo del tentato stupro a Irene, Gabriella ora è convinta che sia stato Luca per vendicarsi).
- Ascolti: telespettatori 3 424 000 – share 15,40%[4][5]

## Lo strappo
- Diretto da: Ivan Cotroneo
- Scritto da: Ivan Cotroneo & Monica Rametta

### Trama
La Compagnia interrompe Sestrieri, che sta suonando, per raccontargli la verità sul rapporto tra Lorenzo e Barbara (e su quello che lui le ha fatto), chiedendo il suo aiuto per la loro amica. La Bramaschi e Marioni si scontrano duramente in Sala Insegnanti, dato che la prima crede che il secondo abbia ucciso Kayà. Sara ha riferito all'Ispettrice Modiano ciò che ha ricordato (ovvero il grido di Marioni al momento della caduta di Kayà dal terrazzo dell'attico), sebbene la donna non lo ritenga sufficiente per scagionare Marioni. Anche quest'ultimo è stato informato riguardo a Lorenzo e lo rimprovera aspramente, mentre Sestrieri gli ordina di lasciare sia il Conservatorio che Milano. Matteo dichiara a Marioni di aver assicurato all'Ispettrice che lui non può aver ucciso Kayà. Gli amici comunicano a Barbara che Lorenzo non rappresenta più una minaccia, lui si reca a casa sua ma la madre Vittoria lo caccia. Sara si lascia quasi sfuggire i dettagli della situazione con Domenico (l'unico ancora all'oscuro), venendo trattenuta. Gabriella parla con Irene, che le conferma il tentato stupro da parte di Teoman, dunque la Bramaschi si rende conto che la Modiano non mentiva. L'Ispettrice interroga Sestrieri. Gabriella torna nell'attico di Kayà ed è sommersa dai ricordi di loro due insieme.
Il Tribunale dei Minori non ha approvato la richiesta di affidamento di Daniele2: lui è rattristato e rassegnato, ma Daniele lo sprona a non arrendersi. Matteo e Sara si trovano a casa di Sofia, arriva il fratello Scheggia e lui e Sara parlano. Antonia (la quale ha discusso con Kimi, la madre di Anna, dei rispettivi figli, poiché l'altra continua ad opporsi alla loro relazione) attua un "piano" per riavvicinare Rosario e Anna. Il giorno successivo, Natasha rientra da Londra portando un regalo per Robbo, che resta confuso e un po' infastidito apprendendo che durante il soggiorno nella capitale inglese lei ha frequentato altri ragazzi. Matteo, Rosario e Robbo organizzano una "spedizione punitiva" nell'appartamento di Lorenzo, per chiarire che non può più far del male a Barbara e che lui, da solo, contro di loro è debole. Rosario e Anna parlano di Robbo e Natasha; la giovane lo informa che di lì ad una settimana dovrà partire per Dusseldorf, lui le propone di restare. Luca e Irene parlano di Matteo e di Gabriella.
L'orchestra si esibirà nella "Cavalleria Rusticana" di Pietro Mascagni in un concerto in onore e in memoria di Kayà, che sarà diretto da Marioni. Nel frattempo, il giudice firma il mandato d'arresto per lui. Barbara torna nell'appartamento (ora vuoto, dato che lui se n'è andato) di Lorenzo, si guarda intorno e poi scoppia a piangere come per "liberarsi" da tutto ciò che ha subìto. La Bramaschi si reca al cimitero a visitare la tomba di Teoman. La sera del concerto l'Ispettrice Modiano giunge al Conservatorio per arrestare Marioni, ma acconsente ad aspettare che esso termini; dopo, Marioni viene arrestato e scortato via davanti a tutti (i colleghi e il pubblico), che sono sconvolti; i membri della Compagnia osservano le auto della Polizia andarsene e zio Daniele abbraccia Matteo per confortarlo.
- Ascolti: telespettatori 3 424 000 - share 15,40%